# Stavîșce, Popilnea
Stavîșce (în ucraineană Ставище) este o comună în raionul Popilnea, regiunea Jîtomîr, Ucraina, formată numai din satul de reședință.

## Demografie
Componența lingvistică a comunei Stavîșce
     Ucraineană (98,29%)
     Alte limbi (1,27%)
Conform recensământului din 2001, majoritatea populației comunei Stavîșce era vorbitoare de ucraineană (98,29%), existând în minoritate și vorbitori de alte limbi.